# Le Torp-Mesnil
Le Torp-Mesnil ist eine französische Gemeinde mit 454 Einwohnern (Stand: 1. Januar 2022) im Département Seine-Maritime in der Region Normandie. Die Gemeinde gehört zum Arrondissement Rouen und zum Kanton Yvetot. Die Bewohner werden Torpois und Torpoises genannt.

## Geografie
Le Torp-Mesnil liegt im Zentrum des Départements, etwa 33 Kilometer nordnordwestlich von Rouen. Umgeben wird Le Torp-Mesnil von den Nachbargemeinden Saint-Laurent-en-Caux im Norden, Saâne-Saint-Just im Nordosten, Val-de-Saâne im Osten, Imbleville im Südosten, Lindebeuf im Süden sowie Boudeville im Westen.

## Bevölkerungsentwicklung

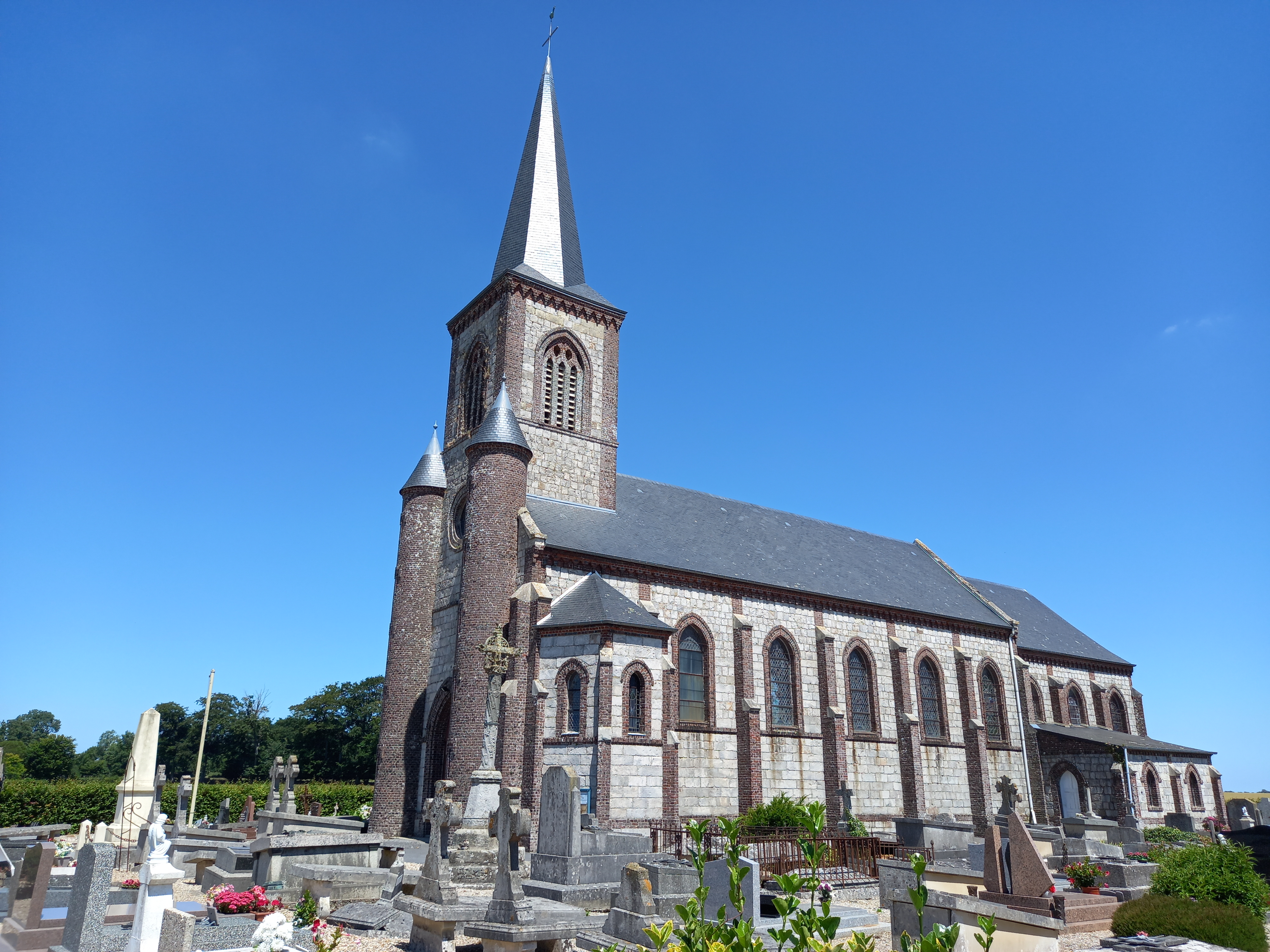
Pfarrkirche Saint-Henri

| Jahr                       | 1962 | 1968 | 1975 | 1982 | 1990 | 1999 | 2006 | 2013 | 2020 |
| Einwohner                  | 210  | 188  | 159  | 223  | 262  | 233  | 283  | 386  | 459  |
| Quellen: Cassini und INSEE |      |      |      |      |      |      |      |      |      |

## Sehenswürdigkeiten
- Die Pfarrkirche Saint-Henri wurde 1867 eingeweiht. Ihr Bau verwendete Komponenten, die wahrscheinlich aus den beiden Pfarrkirchen stammen, die nach der Wiedervereinigung 1826 der beiden Gemeinden, Mesnil-Rury und Le Torp, abgebrochen wurden.
- Zwei Sandsteinkreuze aus dem 17. Jahrhundert
- Herrenhaus in Le Petit-Torp aus dem 18. Jahrhundert